# Sarcotheca rubrinervis
Sarcotheca rubrinervis är en harsyreväxtart som beskrevs av H Hallier. Sarcotheca rubrinervis ingår i släktet Sarcotheca och familjen harsyreväxter. Inga underarter finns listade i Catalogue of Life.